# MediaPro Music
MediaPro Music è una delle più importanti etichette discografiche della Romania. Fondata nel 1997, fa parte del Gruppo Media Pro che comprende cinque stazioni televisive (TV Pro, Home TV, Cinema Pro, MTV Romania e Sport.ro), tutte emittenti in tutto il paese, tre emittenti radiofoniche nazionali (FM Pro, Pro FM Danza InfoPro) e un post International TV - Pro TV International.